# الضوء والظلام (رواية)
الضوء والظلام (بالإنجليزية: The Light and the Dark)‏ هي رواية من سلسلة روايات «غرباء وأخوة» للكاتب الإنجليزي سي بي سنو، نشرت عام 1947، عن دار نشر فابر آند فابر.